# Episinus xiushanicus
Episinus xiushanicus là một loài nhện trong họ Theridiidae.
Loài này thuộc chi Episinus. Episinus xiushanicus được Chuandian Zhu miêu tả năm 1998.